# Sozial-ökologische Transformation
Der Begriff sozial-ökologische Transformation wurde vor allem durch den Wissenschaftlichen Beirat der Bundesregierung Globale Umweltveränderungen (WBGU) ab 2011 im deutschsprachigen Diskurs über Umweltfragen bekannt. Mit dem Begriff verbindet der Beirat insbesondere die Forderung, dass die Gesellschaften ihre energetischen Grundlagen auf erneuerbare Energien im Sinne einer „Dekarbonisierung“ umstellen und damit die bisherige „fossilnukleare“ Wirtschaftsweise überwinden sollten.

## Begriffsbestimmungen, nähere begriffliche Eingrenzungen
Als der WBGU-Bericht 2011 unter dem Titel „Welt im Wandel – Gesellschaftsvertrag für eine Große Transformation“ erschien, war der Begriff „sozial-ökologische Transformation“ schon in Benutzung, allerdings in der Breite der Gesellschaft noch nicht sonderlich gebräuchlich; der WBGU sprach daher in diesem Zusammenhang von einer „großen Transformation“ als einem „fundamentalen Wandel, der einen Umbau der nationalen Ökonomien und der Weltwirtschaft innerhalb dieser [planetaren] Grenzen vorsieht, um irreversible Schädigungen des Erdsystems sowie von Ökosystemen und deren Auswirkungen auf die Menschheit zu vermeiden“. Demgemäß dient diese Idee als weitreichendes begriffliches Konzept zur Beschreibung des aktuellen und zukünftigen sozialen Wandels hin zu einer nachhaltigeren Gesellschaft. Hierin kann „Transformation“ als umfassender sozioökonomischer, politischer und soziokultureller Veränderungsprozess aufgefasst werden, in den auch politische Steuerung und politische wie gesellschaftliche Strategien eingehen, sich dabei jedoch nicht allein darauf reduzieren lässt.
„Sozial-ökologische Transformation“ wurde in der umweltpolitischen Diskussion breit rezipiert, weil die Frage nach einer grundlegenden Veränderung der Wirtschaftsweise und der Lebensverhältnisse aufgeworfen wird: In ihrem Buch „Imperiale Lebensweise“ fassen die beiden Politikwissenschaftler Ulrich Brand und Markus Wissen verschiedene Aspekte des Begriffs zusammen:

„‚Transformation‘ geht deutlich über die bislang dominanten umweltpolitischen und Nachhaltigkeitsperspektiven hinaus, die davon ausgehen, dass mit Technologien und Investitionen - und den entsprechenden Finanzierungsmöglichkeiten und politischen Rahmenbedingungen - ein Übergang in eine kohlenstoffarme Gesellschaft erreicht werden kann. Stattdessen werden grundlegendere Veränderungen für nötig gehalten, die von ‚Pionieren des Wandels‘ wie ökologisch orientierten Unternehmen, BürgerInneninitiativen oder WissenschaftlerInnen vorangetrieben werden sollen. Ergänzt wird das durch Hoffnungen auf einen gesellschaftlichen Wertewandel hin zur Nachhaltigkeit.“

Der Soziologie Andreas Herteux definiert die sozial-ökologische Transformation als „die Idee, einen wirtschaftlichen, politischen, kulturellen und sozialen Wandel zu forcieren, der zu einer nachhaltigen Gesellschaft mit angepassten Lebensweisen führen soll, die im globalen Rahmen gerecht sowie sozial denkt und handelt.“

## Historische Perspektive
Mensch und Umwelt stehen schon immer in Wechselwirkung zueinander. Die globale Erwärmung, die das Ende der letzten Kaltzeit eingeleitet und u. a. für die Enteisung großer Landflächen und einem globalen Meeresspiegelanstieg geführt hat, ist ein wohlbekanntes Beispiel für den Einfluss der Umwelt auf die menschliche Kultur. Viele der menschlichen Errungenschaften haben sich erst hiernach entfalten können.
Aus historischer Perspektive ist zu erkennen, dass Menschen auf Umweltveränderungen zum Beispiel durch Anpassungen wie Innovationen im Hausbau, neue Strategien der Ernährung, neue Handelspartner oder Migrationen reagierten. Andersherum übt der Mensch auch einen Einfluss auf seine Umwelt aus. Das Roden von Wäldern und Anlegen von Felder, das Aufstauen von Gewässern, un vieles mehr kann Landschaften im kleinen wie im großen Maßstab verändern. Dieser Einfluss wiederum kann Auswirkungen auf den Menschen haben, da das Manipulieren von Landschaften Raum für neue Tier- und Pflanzenarten bietet, oder die Überausbeutung lokaler Ressourcen zu Wechseln der Strategien führen kann usw.
Diese Wechselwirkungen zu ergründen ist Gegenstand rezenter Forschungen, z. B. des Sonderforschungsbereichs 1266 „TransformationsDimensionen - Mensch-Umwelt Wechselwirkungen in Prähistorischen und Archaischen Gesellschaften“ an der CAU Kiel. Das Verständnis vergangener Transformationen kann einen wichtigen Beitrag zur aktuellen Diskussion über globale Herausforderungen wie Klimawandel, Migration oder soziale Instabilität leisten.

## Kritik
Der Begriff sozial-ökologische Transformation lehnt sich an den Begriff „The Great Transformation“ von Karl Polanyi aus dem Jahr 1944 an. Ulrich Brand und Markus Wissen kritisieren in Bezug auf die radikale Gesellschaftskritik Polanyis, dass der neue Begriff der sozial-ökologischen Transformation „klassische Fragen der Transformation, nämlich jene nach Gerechtigkeit, einem guten Leben für alle und der Zurückdrängungen von Macht und Herrschaft - und damit etwa verbunden: der Veränderung von Eigentumsverhältnissen -, deutlich unterbelichtet.“
Ferner wurde hinter dem Begriff der Wunsch nach einem postmateriellen Systemumbau vermutet, „zu dem auch Elemente wie zum Beispiel eine Postwachstumsökonomie zählen, die von Kritikern als Synonym für Deindustrialisierung betrachtet wird.“